# Angaités
Los angaités (nombre de origen guaraní), también angkayte y enenlhet, son un pueblo indígena del Chaco Boreal en Paraguay.
Su lengua (denominada pa’ayvomaestá) pertenece a la familia Lengua-Maskoy. Esta familia lingüística está conformada por 6 lenguas:
- Angaité (enenlhet)
- Guaná (vana, enlhet o kaskiha)
- Enlhet
- Enxet
- Sanapaná (nenlhet)
- Toba-maskoy (enenlhet)

La lengua angaité está en proceso de extinción, ya que los jóvenes prefieren el guaraní paraguayo o el castellano.
Se concentran principalmente en las poblaciones de Puerto Casado, Guajó, Cerrito, San Pedro Tuparandá, San Carlos, Colonia 3, Juan de Salazar y Misión Anglicana.
Lo mismo que los maskoy, los angaités se autodenominan como enenlhet.
De acuerdo al Censo Indígena 1995 son 1355 individuos.
De acuerdo a los resultados del III Censo Nacional de Población y Viviendas para Pueblos Indígenas de 2012 en Paraguay viven 6638 angaités, de los cuales 6350 en el departamento de Presidente Hayes, 275 en el departamento de Boquerón y 13 en el departamento de Concepción.
Muchos de ellos trabajan en las fábricas de tanino ubicadas junto al río Paraguay.